# 高岡事務所
有限会社 高岡事務所（たかおかじむしょ、東京都新宿区）は、日本の芸能プロダクション。

## 所属タレント

### 男性俳優
- 国広富之
- 阪田マサノブ
- 村上新悟
- 吉見幸洋
- 古堂たや
- 中村純猛

### 女性俳優
- 阿部朋子
- 冨樫真
- 山口あゆみ
- 伊藤留奈

### 脚本家
- 櫻井剛

## 過去の所属タレント
- 清水美沙
- 大杉漣（2007年4月2日付でザッコへ移籍）
- 北見敏之
- 滝直希
- 中村ひろみ
- 籠谷さくら
- 徳井優
- 谷本一